# Екологічні проблеми перехідного періоду
Екологі́чні пробле́ми перехідно́го пері́оду: короткий перелік минулих і поточних екологічних проблем у країнах ЦСЄ та СНД:
- Високі рівні забруднення повітря, води і відходів від великих промислових центрів у багатьох районах привели до утворення регіональних «гарячих точок», що завдають серйозної шкоди здоров'ю людей і стану навколишнього середовища.
- Високий рівень забруднення атмосфери у великих населених пунктах викидами з промислових підприємств, низько ефективних систем опалення, що використовують високо сірчисте вугілля або мазут, а також вихлопними газами від старих автомобілів.
- Неефективне і марнотратне використання природних ресурсів, таких як деревина, мінерали, паливо, земля і вода, призвело до різних екологічних проблем.
- Забруднення здебільшого поверхневих вод скидами з підприємств промисловості, муніципального та сільського господарства (важкі метали, токсиканти, нітрати). Погана якість підземних вод у багатьох районах (якість підземних вод часто вже не відома через відсутність необхідного моніторингу).
- Забруднення ґрунту в деяких районах в результаті неадекватного управління утилізацією відходів, очищенням повітря і використанням сільськогосподарських хімікатів; серйозна ерозія ґрунтів в деяких місцях завдяки інтенсивному сільському господарству і пов'язаних з цим водними заходами.
- Забруднення навколишнього середовища від покинутих у минулому військових та індустріальних районів (токсичні відходи, зруйновані ґрунти, тощо). Екологічні зобов'язання справили великий вплив на приватизацію, істотно знизивши вартість деякої приватизованої власності.
- Нехтування ядерною безпекою (як показав Чорнобиль). Серйозна стурбованість ядерною безпекою в регіоні спостерігається протягом 1990-х. Чи не розщеплені або погано захоронення радіаційні та інші небезпечні відходи енергетики та ВПК.
- Управлінню відходами у минулому не приділялося багато уваги, і воно досі слабо розвинене в багатьох районах. Існує велика кількість безконтрольних і нелегальних звалищ. У більшості випадків відсутні можливості і споруди для необхідної утилізації та захоронення. Відносно невелика кількість відходів переробляється та / або використовується повторно. (На жаль, система повторного використання продуктів, що колись добре функціонувала, наприклад пляшок, зараз втрачена).
- Муніципальна екологічна інфраструктура (водозабезпечення, збір та очищення стічних вод, системи опалення, управління відходами) часто слабо розвинена, перебуває в жалюгідному стані або зовсім не існує. Значна частина населення не була підключена до каналізації і в багатьох випадках не мала постійного доступу до чистої питної води.
- Економічний розвиток чинить тиск на цінні екосистеми та біологічне різноманіття. Однією з позитивних рис, успадкованих від періоду центрального планування в регіоні ЦСЄ+СНД, є збереження великих ділянок унікальної природи і практично незайманих місць проживання завдяки характерній для періоду соціалізму політиці концентрації промисловості і поселень в міських центрах, слабо розвинутій інфраструктурі в сільських районах і обмеження розвитку в природних і лісових зонах.